# Past Lives
Past Lives is een Amerikaanse film uit 2023, geregisseerd en geschreven door Celine Song.

## Verhaal
De 12-jarige Na-young en haar vriend Hae-sung gaan naar dezelfde basisschool in Seoel. De ambitieuze Na-young is verliefd op haar klasgenoot, maar aan hun vriendschap komt abrupt een einde als haar ouders met haar naar Toronto emigreren. Twaalf jaar later heeft Na-young de Engelstalige naam Nora aangenomen en woont ze als dramaturgiestudent in New York. Hae-sung verbleef in Zuid-Korea, waar hij de verplichte militaire dienst vervulde, bij zijn ouders woonde, en een technische opleiding volgde. Hun band wordt nieuw leven ingeblazen wanneer Nora haar oude verliefdheid herontdekt op het sociale netwerk Facebook. Beiden praten vaak met elkaar aan de telefoon via de online dienst Skype, maar Nora is gefrustreerd omdat de levensplannen van Hae-sung heel anders zijn dan die van haar. Als ze praten over een fysieke hereniging, eindigt het contact tussen hen. Hae-sung gaat naar China om Mandarijn te leren en Nora wil zich concentreren op haar carrière en gaat naar een schrijverskolonie in Montauk. Hier ontmoet ze de joodse romanschrijver Arthur tijdens een kunstenaarsretraite. Ze praat met hem over het Koreaanse concept In-Yun, dat gaat over het lot en de relaties, vooral die tussen twee mensen die worden gevormd door verbindingen in hun vorige levens. Nog eens twaalf jaar later hoort Nora dat Hae-sung haar wil bezoeken tijdens zijn vakantie in New York. Ze is intussen al zeven jaar met Arthur getrouwd.

## Rolverdeling
| Acteur          | Personage         |
| --------------- | ----------------- |
| Greta Lee       | Nora (Na-young)   |
| Seung Ah Moon   | De jonge Na-young |
| Teo Yoo         | Hae-sung          |
| Seung Min Yim   | De jonge Hae-sung |
| John Magaro     | Athur             |
| Ji Hye Yoon     | Nora's moeder     |
| Choi Won-young  | Nora's vader      |
| Ahn Min-Young   | Hae-sung's moeder |
| Jonica T. Gibbs | Janice            |

## Productie
In januari 2020 werd aangekondigd dat Choi Woo-shik de hoofdrol zou spelen in het speelfilmdebuut van Celine Song op basis van een scenario dat Song schreef en A24 zou samen met Killer Films en CJ ENM instaan voor de productie en distributie. In augustus 2021 voegden Greta Lee, Teo Yoo en John Magaro zich bij de cast van de film, waarbij Choi vervangen werd door Yoo.
Cameraman Shabier Kirchner draaide Past Lives op 35mm-film.

## Release en ontvangst
Past Lives ging op 21 januari 2023 in première op het Sundance Film Festival. De film werd op 19 februari 2023 vertoond op het 73e Internationaal filmfestival van Berlijn in de competitie voor de Gouden Beer. Hij was de openingsfilm van het Seattle International Film Festival 2023. Past Lives werd op 2 juni in de Verenigde Staten in beperkte mate in de bioscoop uitgebracht en op 23 juni over het ganse land.
De film kreeg positieve kritieken van de filmcritici, met een score van 97% op Rotten Tomatoes, gebaseerd op 236 beoordelingen.

## Prijzen en nominaties
De belangrijkste:
| Jaar | Prijs                                   | Categorie                         | Genomineerde(n)               | Uitslag     |
| ---- | --------------------------------------- | --------------------------------- | ----------------------------- | ----------- |
| 2024 | Film Independent Spirit Awards          | Beste film                        | Beste film                    | Gewonnen    |
| 2024 | Film Independent Spirit Awards          | Beste regisseur                   | Celine Song                   | Gewonnen    |
| 2024 | Film Independent Spirit Awards          | Beste script                      | Celine Song                   | Genomineerd |
| 2024 | Film Independent Spirit Awards          | Beste hoofdrol                    | Greta Lee                     | Genomineerd |
| 2024 | Film Independent Spirit Awards          | Beste hoofdrol                    | Teo Yoo                       | Genomineerd |
| 2024 | British Academy Film Awards             | Beste originele scenario          | Celine Song                   | Genomineerd |
| 2024 | British Academy Film Awards             | Beste mannelijke hoofdrol         | Teo Yoo                       | Genomineerd |
| 2024 | British Academy Film Awards             | Beste niet-Engelstalige film      | Beste niet-Engelstalige film  | Genomineerd |
| 2024 | Golden Globes                           | Beste film – drama                | Beste film – drama            | Genomineerd |
| 2024 | Golden Globes                           | Beste regisseur                   | Celine Song                   | Genomineerd |
| 2024 | Golden Globes                           | Beste actrice in een film – drama | Greta Lee                     | Genomineerd |
| 2024 | Golden Globes                           | Beste script                      | Celine Song                   | Genomineerd |
| 2024 | Golden Globes                           | Beste film – niet-Engelstalig     | Beste film – niet-Engelstalig | Genomineerd |
| 2024 | Critics Choice Awards                   | Beste film                        | Beste film                    | Genomineerd |
| 2024 | Critics Choice Awards                   | Beste vrouwelijke hoofdrol        | Greta Lee                     | Genomineerd |
| 2024 | Critics Choice Awards                   | Beste niet-Engelstalige film      | Beste niet-Engelstalige film  | Genomineerd |
| 2024 | Satellite Awards                        | Beste dramafilm                   | Beste dramafilm               | Genomineerd |
| 2024 | Satellite Awards                        | Beste actrice in een dramafilm    | Greta Lee                     | Genomineerd |
| 2024 | Satellite Awards                        | Beste origineel script            | Celine Song                   | Genomineerd |
| 2023 | Internationaal filmfestival van Berlijn | Gouden Beer                       | Celine Song                   | Genomineerd |